# Prionopterina
Prionopterina is een geslacht van vlinders van de familie spinneruilen (Erebidae), uit de onderfamilie Calpinae.

## Soorten
- P. grammatistis Meyrick, 1897
- P. modesta Turner, 1936
- P. trifascialis Turner
- P. tritosticha Turner